# Haigern Live!
Haigern Live! ist ein Benefiz-Open-Air-Musikfestival auf dem Haigern bei Talheim im Landkreis Heilbronn. Es dauert vier Tage und findet immer am letzten Wochenende vor den baden-württembergischen Sommerferien statt. Zweck des Festivals, bei dem die auftretenden Bands ohne Gage spielen, ist das Einnehmen von Geld für die „Kinderfreizeit Haigern“.
Das Festival wurde 2009 zum ersten Mal veranstaltet, wobei 2500 Besucher gezählt wurden. 2015 waren es bereits über 33.000 Zuschauer, 2016 über 34.000, 2017 auf Grund schlechten Wetters 32.500. 2019 wurden mit 36.700 Besuchern die bislang meisten Besucher gezählt. Nachdem das Festival in den Jahren 2020 und 2021 aufgrund der COVID-19-Pandemie sowie der damit verbundenen Schutzmaßnahmen ausgefallen war, fand es 2022 erneut statt und zählte etwa 25.000 Besucher.
Seit 2017 wird bei dem Festival, das für die Besucher zuvor vollständig kostenlos war, an Freitag und Samstag ein Eintritt erhoben, seit 2022 auch am Montag. Der Sonntag ist als sogenannter Familientag weiterhin eintrittsfrei.